# Станіслав Дойчманн
Станіслав Дойчманн (пол. Stanisław Deutschmann, нар. 17 квітня 1906, Львів, Австро-Угорщина — пом. 9 грудня 1964, Нова Сажина, Польща) — польський футболіст, півзахисник.

## Із біографії
Народився 17 квітня 1906 у Львові. Вихованець футбольної секції спортивного клубу «Погонь». За головну команду виступав з 1924 по 1936 рік. Грав на позиції півзахисника. Дворазовий чемпіон Польщі. В регіональних чемпіонатах провів 13 матчів, а в лізі - 189 ігор і забив 2 голи. З 1936 по 1939 виступав за РКС (Львів).
За національну збірну провів один матч. 27 жовтня 1928 року польські футболісти поступилися збірній Чехословаччини (2:3). Поєдинок проходив у Празі.
Помер 9 грудня 1964 року, на 59-му році життя, у місті Нова Сажина.

## Досягнення
- Чемпіон Польщі (2): 1925, 1926
- Віце-чемпіон Польщі (3): 1932, 1933, 1935

## Статистика виступів у збірній Польщі
| № | Дата та місце проведення | Господарі      | Рахунок | Гості  |
| - | ------------------------ | -------------- | ------- | ------ |
| 1 | 27 жовтня 1928 Прага     | Чехословаччина | 3 : 2   | Польща |